# Trioxid de reniu
Trioxidul de reniu (sau oxid de reniu (VI)) este un compus anorganic cu formula ReO3. Este un solid de culoare roșiu cu un luciu metalic. Este singurul trioxid stabil al elementelor din grupa a VI-a (mangan, technețiu, reniu).

## Obținere
Trioxidul de reniu se poate obține prin reducerea oxidului de reniu (VII) cu monoxid de carbon: 
Re2O7  +  CO   →   2 ReO3  +  CO2

## Proprietăți
Încălzit la o temperatură de 400° C, trioxidul de reniu se descompune în alți doi oxizi: 
6 ReO3   →   Re2O7  +  4 ReO2